# Aquarius (dieren)
Aquarius is een geslacht van wantsen uit de familie schaatsenrijders (Gerridae). Het geslacht werd voor het eerst wetenschappelijk beschreven door Schellenberg in 1800.

## Soorten
Het genus bevat de volgende soorten:

- Aquarius adelaidis (Dohrn, 1860)
- Aquarius amplus (Drake & Harris, 1938)
- Aquarius antigone (Kirkaldy, 1899)
- Aquarius chilensis (Berg, 1881)
- Aquarius cinereus (Puton, 1869)
- Aquarius conformis (Uhler, 1878)
- Aquarius distanti (Horváth, 1899)
- Aquarius elongatus (Uhler, 1896)
- Aquarius fabricii Andersen, 1990
- Aquarius lili D. Polhemus & J. Polhemus, 1994
- Aquarius lunpolaensis (Lin, 1981)
- Aquarius najas (De Geer, 1773)
- Aquarius nebularis (Drake & Hottes, 1925)
- Aquarius nyctalis (Drake & Hottes, 1925)
- Aquarius paludum (Fabricius, 1794)
- Aquarius philippinensis Zettel & Ruiz, 2003
- Aquarius remigis (Say, 1832)
- Aquarius remigoides Gallant & Fairbairn, 1996
- Aquarius ventralis (Fieber, 1860)